# Голуб'є (Люблінське воєводство)
Голуб'є (Ґолеб'є, пол. Gołębie) — село в Польщі, у гміні Долобичів Грубешівського повіту Люблінського воєводства. Населення — 264 особи (2011).

## Історія

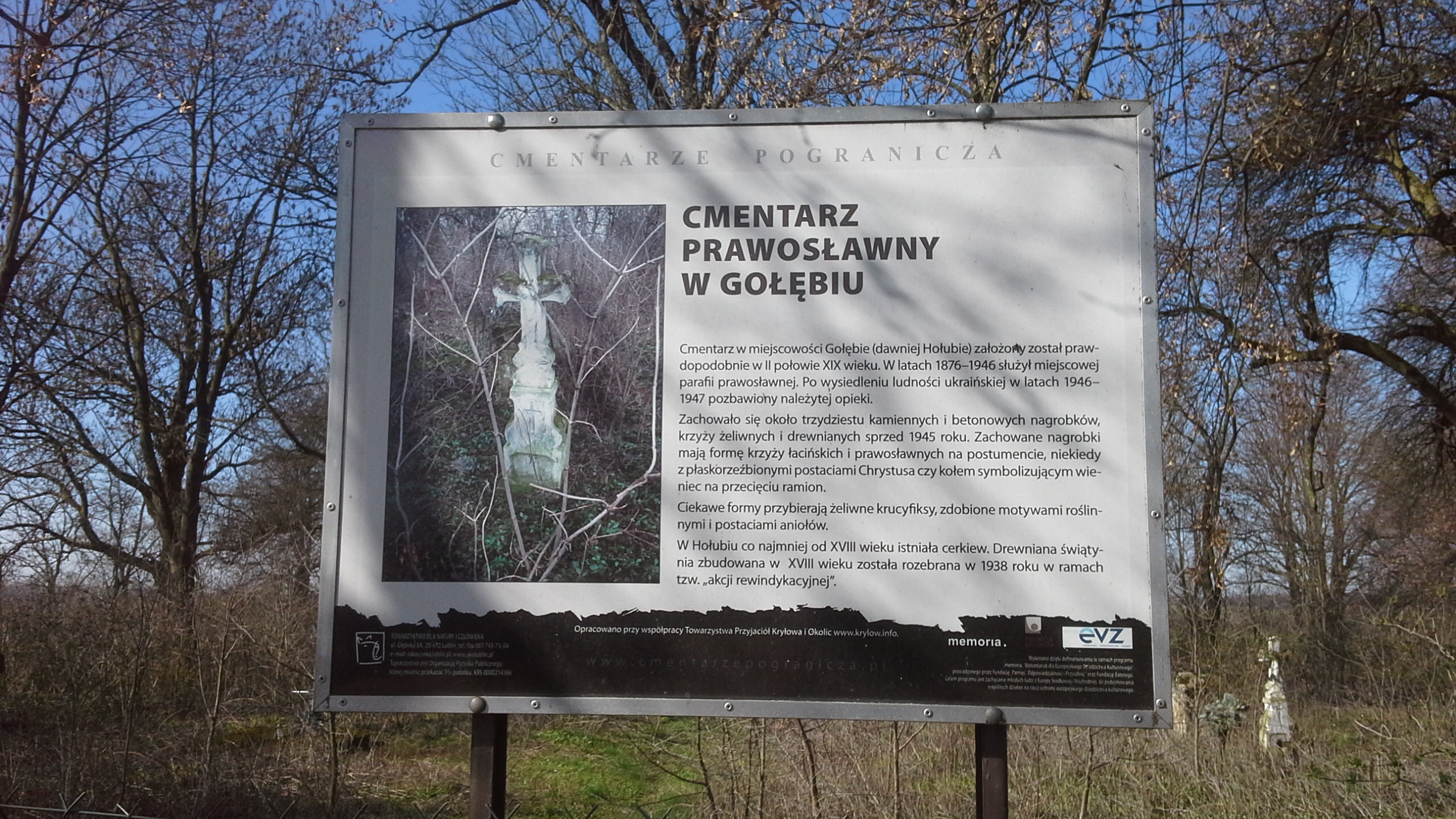
Табличка біля православного кладовища в Голуб'ї

1578 року вперше згадується православна церква в селі.
За даними етнографічної експедиції 1869—1870 років під керівництвом Павла Чубинського, у селі здебільшого проживали греко-католики, усе населення розмовляло українською мовою.
У липні-серпні 1938 року польська влада в рамках великої акції руйнування українських храмів на Холмщині і Підляшші знищила місцеву православну церкву.
10 березня 1944 року польські шовіністи вбили в селі 3 українців. У серпні 1944 року місцеві мешканці безуспішно зверталися до голови уряду УРСР Микити Хрущова з проханням включити село до складу УРСР, звернення підписало 256 осіб.
Після Другої світової війни село опинилося у складі Польщі. 1-5 липня 1947 року під час операції «Вісла» польська армія виселила з Голуб'я на щойно приєднані до Польщі північно-західні терени 141 українця. У селі залишилося 153 поляків. Ще 27 невиселені українців підлягали виселенню.
У 1975—1998 роках село належало до Замойського воєводства.

## Населення
Демографічна структура станом на 31 березня 2011 року:
|          | Загалом | Допрацездатний вік | Працездатний вік | Постпрацездатний вік |
| -------- | ------- | ------------------ | ---------------- | -------------------- |
| Чоловіки | 136     | 32                 | 92               | 12                   |
| Жінки    | 128     | 28                 | 73               | 27                   |
| Разом    | 264     | 60                 | 165              | 39                   |